# Olympische Sommerspiele 2016/Teilnehmer (Usbekistan)
| Gelbes Symbol für Goldmedaillen mit stilisierten Olympischen Ringen | Graues Symbol für Silbermedaillen mit stilisierten Olympischen Ringen | Braundes Symbol für Bronzemedaillen mit stilisierten Olympischen Ringen |
| ------------------------------------------------------------------- | --------------------------------------------------------------------- | ----------------------------------------------------------------------- |
| 4                                                                   | 2                                                                     | 7                                                                       |

Usbekistan nahm an den Olympischen Spielen 2016 in Rio de Janeiro teil. Es war die insgesamt sechste Teilnahme an Olympischen Sommerspielen. Das Oʻzbekiston Milliy Olimpiya qoʻmitasi nominierte 70 Athleten in 13 Sportarten.
Fahnenträger bei der Eröffnungsfeier war der Boxer Bahodir Jalolov.

## Teilnehmer nach Sportarten

### Boxen
| Athleten               | Wettbewerb                    | 1. Runde       | 1. Runde | Achtelfinale         | Achtelfinale  | Viertelfinale         | Viertelfinale | Halbfinale            | Halbfinale    | Finale              | Finale        | Rang          |
| Athleten               | Wettbewerb                    | Gegner         | Ergebnis | Gegner               | Ergebnis      | Gegner                | Ergebnis      | Gegner                | Ergebnis      | Gegner              | Ergebnis      | Rang          |
| ---------------------- | ----------------------------- | -------------- | -------- | -------------------- | ------------- | --------------------- | ------------- | --------------------- | ------------- | ------------------- | ------------- | ------------- |
| Frauen                 |                               |                |          |                      |               |                       |               |                       |               |                     |               |               |
| Yodgoroy Mirzayeva     | Fliegengewicht bis 51 kg      | Mandy Bujold   | 0:3      | ausgeschieden        | ausgeschieden | ausgeschieden         | ausgeschieden | ausgeschieden         | ausgeschieden | ausgeschieden       | ausgeschieden | ausgeschieden |
| Männer                 |                               |                |          |                      |               |                       |               |                       |               |                     |               |               |
| Hasanboy Doʻsmatov     | Halbfliegengewicht bis 49 kg  | –              | –        | Joselito Velásquez   | 3:0           | Birschan Schaqypow    | 3:0           | Nico Hernández        | 3:0           | Yuberjen Martínez   | 3:0           | Gold          |
| Shahobiddin Zoirov     | Fliegengewicht bis 52 kg      | Brendan Irvine | 3:0      | Antonio Vargas       | 3:0           | Elvin Məmişzadə       | 3:0           | Yoel Finol            | 3:0           | Michail Alojan      | 3:0           | Gold          |
| Murodjon Ahmadaliyev   | Bantamgewicht bis 56 kg       | –              | –        | Qairat Jeralijew     | 3:0           | Alberto Melián        | TKO           | Robeisy Ramírez       | 0:3           | ausgeschieden       | ausgeschieden | Bronze        |
| Xurshid Tojiboyev      | Leichtgewicht bis 60 kg       | Hakan Erşeker  | 3:0      | Joseph Cordina       | 3:0           | Robson Conceição      | 0:3           | ausgeschieden         | ausgeschieden | ausgeschieden       | ausgeschieden | ausgeschieden |
| Fazliddin Gʻoibnazarov | Halbweltergewicht bis 64 kg   | Dival Malonga  | TKO      | Manoj Kumar          | 3:0           | Gary Antuanne Russell | 2:1           | Witali Dunaizew       | 2:1           | Lorenzo Sotomayor   | 2:1           | Gold          |
| Shaxram Gʻiyosov       | Weltergewicht bis 69 kg       | Youba Sissokho | 3:0      | Eimantas Stanionis   | 3:0           | Roniel Iglesias       | 3:0           | Mohammed Rabii        | 3:0           | Danijar Jeleussinow | 0:3           | Silber        |
| Bektemir Meliqoʻziyev  | Mittelgewicht bis 75 kg       | –              | –        | Daniel Lewis         | 3:0           | Vikas Krishan Yadav   | 3:0           | Misael Rodríguez      | 3:0           | Arlen López         | 0:3           | Silber        |
| Elshod Rasulov         | Halbschwergewicht bis 81 kg   | –              | –        | Joshua Buatsi        | KO            | ausgeschieden         | ausgeschieden | ausgeschieden         | ausgeschieden | ausgeschieden       | ausgeschieden | ausgeschieden |
| Rustam Toʻlaganov      | Schwergewicht bis 91 kg       | –              | –        | Julio Cesar Castillo | 3:0           | Abdulkadir Abdullayev | 3:0           | Jewgeni Tischtschenko | 0:3           | ausgeschieden       | ausgeschieden | Bronze        |
| Bahodir Jalolov        | Superschwergewicht über 91 kg | –              | –        | Edgar Muñoz          | TKO           | Joseph Joyce          | 0:3           | ausgeschieden         | ausgeschieden | ausgeschieden       | ausgeschieden | ausgeschieden |

### Gewichtheben
| Athleten               | Wettbewerb         | Reißen  | Reißen | Stoßen  | Stoßen | Zweikampf | Zweikampf | Rang |
| Athleten               | Wettbewerb         | Gewicht | Rang   | Gewicht | Rang   | Gewicht   | Rang      | Rang |
| ---------------------- | ------------------ | ------- | ------ | ------- | ------ | --------- | --------- | ---- |
| Männer                 |                    |         |        |         |        |           |           |      |
| Doston Yoqubov         | Klasse bis 69 kg   | 137 kg  | 17     | 176 kg  | 11     | 313 kg    | 15        | 15   |
| Ivan Efremov           | Klasse bis 105 kg  | 194 kg  | 1      | 220 kg  | 6      | 414 kg    | 5         | 5    |
| Ruslan Nurudinov       | Klasse bis 105 kg  | 194 kg  | 1      | 237 kg  | 1      | 431 kg    | 1         | Gold |
| Rustam Dzhangabayev    | Klasse über 105 kg | 195 kg  | 5      | 237 kg  | 7      | 432 kg    | 6         | 6    |
| Sardorbek Doʻstmurodov | Klasse über 105 kg | 179 kg  | 19     | 232 kg  | 9      | 411 kg    | 11        | 11   |

### Judo
| Athleten            | Wettbewerb  | 1. Runde         | 1. Runde         | 2. Runde                           | 2. Runde                           | Viertelfinale                      | Viertelfinale                      | Halbfinale / Trostrunde            | Halbfinale / Trostrunde            | Finale / Platz 3                   | Finale / Platz 3                   | Rang                               |
| Athleten            | Wettbewerb  | Gegner           | Ergebnis         | Gegner                             | Ergebnis                           | Gegner                             | Ergebnis                           | Gegner                             | Ergebnis                           | Gegner                             | Ergebnis                           | Rang                               |
| ------------------- | ----------- | ---------------- | ---------------- | ---------------------------------- | ---------------------------------- | ---------------------------------- | ---------------------------------- | ---------------------------------- | ---------------------------------- | ---------------------------------- | ---------------------------------- | ---------------------------------- |
| Frauen              |             |                  |                  |                                    |                                    |                                    |                                    |                                    |                                    |                                    |                                    |                                    |
| Gulnoza Matniyazova | bis 70 kg   | Katarzyna Kłys   | 000s2:000s1 (GS) | ausgeschieden                      | ausgeschieden                      | ausgeschieden                      | ausgeschieden                      | ausgeschieden                      | ausgeschieden                      | ausgeschieden                      | ausgeschieden                      | 17                                 |
| Männer              |             |                  |                  |                                    |                                    |                                    |                                    |                                    |                                    |                                    |                                    |                                    |
| Diyorbek Oʻrozboyev | bis 60 kg   | Joshua Katz      | 100s0:000s0      | Ludovic Chammartin >               | 011s3:000s2                        | Yeldos Smetov >                    | 000s1:001s1                        | Felipe Kitadai                     | 100s1:000s2                        | Amiran Papinaschwili               | 001s2:000s1                        | Bronze                             |
| Rishod Sobirov      | bis 66 kg   | D. Scherschan    | 001s1:000s1 (GS) | J. Mata                            | 100s0:000s0                        | An B.-u.                           | 000s2:010s1                        | W. Mateo                           | 100s2:000s0                        | Adrian Gomboc                      | 110s0:000s0                        | Bronze                             |
| Mirali Sharipov     | bis 73 kg   | Dex Elmont       | 000s1:010s1      | ausgeschieden                      | ausgeschieden                      | ausgeschieden                      | ausgeschieden                      | ausgeschieden                      | ausgeschieden                      | ausgeschieden                      | ausgeschieden                      | 17                                 |
| Shahzodbek Sobirov  | bis 81 kg   | Josateki Naulu   | 100s1:001s0      | Travis Stevens                     | 000s2:101s1                        | ausgeschieden                      | ausgeschieden                      | ausgeschieden                      | ausgeschieden                      | ausgeschieden                      | ausgeschieden                      | 9                                  |
| Sherali Joʻrayev    | bis 90 kg   | Marcus Nyman     | 001s1:101s0      | ausgeschieden                      | ausgeschieden                      | ausgeschieden                      | ausgeschieden                      | ausgeschieden                      | ausgeschieden                      | ausgeschieden                      | ausgeschieden                      | 17                                 |
| Soyib Kurbonov      | bis 100 kg  | Artem Bloschenko | 000s0:100s1      | ausgeschieden in der Qualifikation | ausgeschieden in der Qualifikation | ausgeschieden in der Qualifikation | ausgeschieden in der Qualifikation | ausgeschieden in der Qualifikation | ausgeschieden in der Qualifikation | ausgeschieden in der Qualifikation | ausgeschieden in der Qualifikation | ausgeschieden in der Qualifikation |
| Abdullo Tangriyev   | über 100 kg | Derek Sua        | 100s0:000s3      | Daniel Natea                       | 110s1:000s1                        | Juri Krakowezki                    | 100s1:001s0                        | Hisayoshi Harasawa                 | 000s4:101s1                        | R. Silva                           | 000s2:001s1                        | 5                                  |

### Kanu

#### Kanurennsport
| Athleten                       | Wettbewerb | Vorlauf      | Vorlauf | Halbfinale    | Halbfinale    | Finale        | Finale        | Rang          |
| Athleten                       | Wettbewerb | Zeit         | Rang    | Zeit          | Rang          | Zeit          | Rang          | Rang          |
| ------------------------------ | ---------- | ------------ | ------- | ------------- | ------------- | ------------- | ------------- | ------------- |
| Frauen                         |            |              |         |               |               |               |               |               |
| Olga Umaraliyeva               | K-1 200 m  | 42,525 s     | 7       | ausgeschieden | ausgeschieden | ausgeschieden | ausgeschieden | ausgeschieden |
| Männer                         |            |              |         |               |               |               |               |               |
| Aleksey Mochalov               | K-1 1000 m | 3:34,469 min | 4       | 3:36,968 min  | 5             | 3:34,807 min  | 4             | 12            |
| Gerasim Kochnev                | C-1 1000 m | 4:08,127 min | 2       | 3:59,489 min  | 3             | 4:04,205 min  | 7             | 7             |
| Gerasim Kochnev Serik Mirbekov | C-2 1000 m | 4:00,330 min | 6       | 3:40,772 min  | 2             | 3:52,920 min  | 8             | 8             |

### Leichtathletik
Laufen und Gehen 
| Athleten              | Wettbewerb   | Runde 1     | Runde 1 | Halbfinale    | Halbfinale    | Finale        | Finale        | Rang |
| Athleten              | Wettbewerb   | Zeit        | Rang    | Zeit          | Rang          | Zeit          | Rang          | Rang |
| --------------------- | ------------ | ----------- | ------- | ------------- | ------------- | ------------- | ------------- | ---- |
| Frauen                |              |             |         |               |               |               |               |      |
| Nigina Sharipova      | 100 m        | 11,68 s     | 49      | ausgeschieden | ausgeschieden | ausgeschieden | ausgeschieden | 49   |
| Nigina Sharipova      | 200 m        | 23,33 s     | 43      | ausgeschieden | ausgeschieden | ausgeschieden | ausgeschieden | 43   |
| Sitora Hamidova       | 10.000 m     | –           | –       | –             | –             | 31:57,77 min  | 24            | 24   |
| Yekaterina Tunguskova | 10.000 m     | –           | –       | –             | –             | DNF           | DNF           | –    |
| Sitora Hamidova       | Marathon     | –           | –       | –             | –             | 2:39:45 h     | 24            | 24   |
| Marina Hmelevskaya    | Marathon     | –           | –       | –             | –             | 2:45:06 h     | 77            | 77   |
| Valentina Kibalnikova | 100 m Hürden | 13,29 s     | 39      | ausgeschieden | ausgeschieden | ausgeschieden | ausgeschieden | 39   |
| Natalya Asanova       | 400 m Hürden | 1:02,37 min | 46      | ausgeschieden | ausgeschieden | ausgeschieden | ausgeschieden | 46   |
| Männer                |              |             |         |               |               |               |               |      |
| Andrey Petrov         | Marathon     | –           | –       | –             | –             | DNF           | DNF           | –    |

 Springen und Werfen 
| Athleten          | Wettbewerb | Qualifikation | Qualifikation | Finale        | Finale        | Rang |
| Athleten          | Wettbewerb | Weite/Höhe    | Rang          | Weite/Höhe    | Rang          | Rang |
| ----------------- | ---------- | ------------- | ------------- | ------------- | ------------- | ---- |
| Frauen            |            |               |               |               |               |      |
| Nadiya Dusanova   | Hochsprung | 1,92 m        | 20            | ausgeschieden | ausgeschieden | 20   |
| Svetlana Radzivil | Hochsprung | 1,94 m        | 1             | 1,88 m        | 13            | 13   |
| Yuliya Tarasova   | Weitsprung | 6,16 m        | 29            | ausgeschieden | ausgeschieden | 29   |
| Männer            |            |               |               |               |               |      |
| Ruslan Qurbonov   | Dreisprung | ohne Weite    | ohne Weite    | ausgeschieden | ausgeschieden | –    |
| Suhrob Xoʻjayev   | Hammerwurf | 70,11 m       | 23            | ausgeschieden | ausgeschieden | 23   |
| Bobur Shokirjonov | Speerwurf  | ohne Weite    | ohne Weite    | ausgeschieden | ausgeschieden | –    |
| Ivan Zaysev       | Speerwurf  | 77,83 m       | 26            | ausgeschieden | ausgeschieden | 26   |

 Mehrkampf 
| Athletinnen         | 100 m Hürden | 100 m Hürden | Hochsprung | Hochsprung | Kugelstoßen | Kugelstoßen | 200 m   | 200 m   | Weitsprung | Weitsprung | Speerwurf | Speerwurf | 800 m   | 800 m   | Punkte  | Rang    |
| Athletinnen         | Zeit         | Punkte       | Höhe       | Punkte     | Weite       | Punkte      | Zeit    | Punkte  | Weite      | Punkte     | Weite     | Punkte    | Zeit    | Punkte  | Punkte  | Rang    |
| ------------------- | ------------ | ------------ | ---------- | ---------- | ----------- | ----------- | ------- | ------- | ---------- | ---------- | --------- | --------- | ------- | ------- | ------- | ------- |
| Siebenkampf Frauen  |              |              |            |            |             |             |         |         |            |            |           |           |         |         |         |         |
| Yekaterina Voronina | 15,21 m      | 841          | 1,65 m     | 795        | DNS         | 0           | Aufgabe | Aufgabe | Aufgabe    | Aufgabe    | Aufgabe   | Aufgabe   | Aufgabe | Aufgabe | Aufgabe | Aufgabe |

| Athleten         | 100 m    | 100 m | Weitsprung | Weitsprung | Kugelstoßen | Kugelstoßen | Hochsprung | Hochsprung | 400 m    | 400 m   | 110 m Hürden | 110 m Hürden | Diskuswurf | Diskuswurf | Stabhochsprung | Stabhochsprung | Speerwurf | Speerwurf | 1500 m     | 1500 m  | Punkte  | Rang    |
| Athleten         | Zeit (s) | Pkte. | Weite (m)  | Pkte.      | Weite (m)   | Pkte.       | Höhe (m)   | Pkte.      | Zeit (s) | Pkte.   | Zeit (s)     | Pkte.        | Weite (m)  | Pkte.      | Höhe (m)       | Pkte.          | Weite (m) | Pkte.     | Zeit (min) | Pkte.   | Punkte  | Rang    |
| ---------------- | -------- | ----- | ---------- | ---------- | ----------- | ----------- | ---------- | ---------- | -------- | ------- | ------------ | ------------ | ---------- | ---------- | -------------- | -------------- | --------- | --------- | ---------- | ------- | ------- | ------- |
| Zehnkampf Männer |          |       |            |            |             |             |            |            |          |         |              |              |            |            |                |                |           |           |            |         |         |         |
| Leonid Andreyev  | 11,29 s  | 797   | 6,60 m     | 720        | 14,86 m     | 781         | DNS        | 0          | Aufgabe  | Aufgabe | Aufgabe      | Aufgabe      | Aufgabe    | Aufgabe    | Aufgabe        | Aufgabe        | Aufgabe   | Aufgabe   | Aufgabe    | Aufgabe | Aufgabe | Aufgabe |

### Ringen
| Athleten                         | Wettbewerb        | 1. Runde          | 1. Runde | Achtelfinale    | Achtelfinale  | Viertelfinale  | Viertelfinale | Halbfinale            | Halbfinale    | Hoffnungsrunde Viertelfinale | Hoffnungsrunde Viertelfinale | Hoffnungsrunde Halbfinale | Hoffnungsrunde Halbfinale | Hoffnungsrunde Finale     | Hoffnungsrunde Finale | Finale         | Finale        | Rang   |
| Athleten                         | Wettbewerb        | Gegner            | Ergebnis | Gegner          | Ergebnis      | Gegner         | Ergebnis      | Gegner                | Ergebnis      | Gegner                       | Ergebnis                     | Gegner                    | Ergebnis                  | Gegner                    | Ergebnis              | Gegner         | Ergebnis      | Rang   |
| -------------------------------- | ----------------- | ----------------- | -------- | --------------- | ------------- | -------------- | ------------- | --------------------- | ------------- | ---------------------------- | ---------------------------- | ------------------------- | ------------------------- | ------------------------- | --------------------- | -------------- | ------------- | ------ |
| Freistil Männer                  |                   |                   |          |                 |               |                |               |                       |               |                              |                              |                           |                           |                           |                       |                |               |        |
| Abbos Rahmonov                   | Klasse bis 57 kg  | Yowlys Bonne      | 0:4      | ausgeschieden   | ausgeschieden | ausgeschieden  | ausgeschieden | ausgeschieden         | ausgeschieden | ausgeschieden                | ausgeschieden                | ausgeschieden             | ausgeschieden             | ausgeschieden             | ausgeschieden         | ausgeschieden  | ausgeschieden | 18     |
| Ixtiyor Navroʻzov                | Klasse bis 65 kg  | Freilos           | Freilos  | Adam Batirow    | 3:1           | Franklin Gómez | 3:1           | Soslan Ramonow        | 1:4           | Freilos                      | Freilos                      | Freilos                   | Freilos                   | Gandsorigiin Mandachnaran | 3:1                   | ausgeschieden  | ausgeschieden | Bronze |
| Bekzod Abdurahmonov              | Klasse bis 74 kg  | Freilos           | Freilos  | Aniuar Gedujew  | 1:3           | ausgeschieden  | ausgeschieden | ausgeschieden         | ausgeschieden | Freilos                      | Freilos                      | Jordan Burroughs          | 4:1                       | Cəbrayıl Həsənov          | 1:3                   | ausgeschieden  | ausgeschieden | 5      |
| Magomed Ibragimov                | Klasse bis 97 kg  | Bedopassa Buassat | 5:0      | Soso Tamarau    | 4:0           | Xetaq Qozyumov | 1:3           | ausgeschieden         | ausgeschieden | Freilos                      | Freilos                      | Reza Yazdani              | 5:0                       | Walerij Andrijzew         | 3:1                   | ausgeschieden  | ausgeschieden | Bronze |
| griechisch-römischer Stil Männer |                   |                   |          |                 |               |                |               |                       |               |                              |                              |                           |                           |                           |                       |                |               |        |
| Elmurat Tasmuradov               | Klasse bis 59 kg  | Freilos           | Freilos  | Kristijan Fris  | 3:1           | Yun Won-chol   | 3:0           | Ismael Borrero Molina | 1:3           | –                            | –                            | –                         | –                         | –                         | –                     | Arsen Eralijew | 3:1           | Bronze |
| Dilshod Turdiyev                 | Klasse bis 75 kg  | Freilos           | Freilos  | Viktor Nemeš    | 1:3           | ausgeschieden  | ausgeschieden | ausgeschieden         | ausgeschieden | ausgeschieden                | ausgeschieden                | ausgeschieden             | ausgeschieden             | ausgeschieden             | ausgeschieden         | ausgeschieden  | ausgeschieden | 14     |
| Rustam Assakalov                 | Klasse bis 85 kg  | Freilos           | Freilos  | Ben Provisor    | 3:1           | Viktor Lőrincz | 1:3           | ausgeschieden         | ausgeschieden | ausgeschieden                | ausgeschieden                | ausgeschieden             | ausgeschieden             | ausgeschieden             | ausgeschieden         | ausgeschieden  | ausgeschieden | 8      |
| Moʻminjon Abdullayev             | Klasse bis 130 kg | Freilos           | Freilos  | Sergei Semjonow | 1:3           | ausgeschieden  | ausgeschieden | ausgeschieden         | ausgeschieden | ausgeschieden                | ausgeschieden                | ausgeschieden             | ausgeschieden             | ausgeschieden             | ausgeschieden         | ausgeschieden  | ausgeschieden | 15     |

### Rudern
| Athleten            | Wettbewerb | Vorlauf     | Vorlauf | Vorlauf       | Hoffnungslauf | Hoffnungslauf | Hoffnungslauf | Viertelfinale | Viertelfinale | Viertelfinale | Halbfinale  | Halbfinale | Halbfinale    | Finale      | Finale | Rang |
| Athleten            | Wettbewerb | Zeit        | Platz   | Qualifikation | Zeit          | Platz         | Qualifikation | Zeit          | Platz         | Qualifikation | Zeit        | Platz      | Qualifikation | Zeit        | Platz  | Rang |
| ------------------- | ---------- | ----------- | ------- | ------------- | ------------- | ------------- | ------------- | ------------- | ------------- | ------------- | ----------- | ---------- | ------------- | ----------- | ------ | ---- |
| Männer              |            |             |         |               |               |               |               |               |               |               |             |            |               |             |        |      |
| Shahboz Xolmirzayev | Einer      | 7:25,03 min | 4       | Hoffnungslauf | 7:14,58 min   | 2             | Viertelfinale | 7:09,99 min   | 6             | Halbfinale C  | 7:26,04 min | 4          | D-Finale      | 7:04,78 min | 4      | 22   |

### Schießen
| Athleten         | Wettbewerb          | Qualifikation   | Qualifikation | Finale          | Finale        | Ringe/ Scheiben | Rang |
| Athleten         | Wettbewerb          | Ringe/ Scheiben | Rang          | Ringe/ Scheiben | Rang          | Ringe/ Scheiben | Rang |
| ---------------- | ------------------- | --------------- | ------------- | --------------- | ------------- | --------------- | ---- |
| Männer           |                     |                 |               |                 |               |                 |      |
| Vadim Skorovarov | Luftgewehr 10 Meter | 620,9           | 27            | ausgeschieden   | ausgeschieden | 620,9           | 27   |

### Schwimmen
| Athleten           | Wettbewerb  | Vorlauf     | Vorlauf | Halbfinale    | Halbfinale    | Finale        | Finale        | Rang |
| Athleten           | Wettbewerb  | Zeit        | Rang    | Zeit          | Rang          | Zeit          | Rang          | Rang |
| ------------------ | ----------- | ----------- | ------- | ------------- | ------------- | ------------- | ------------- | ---- |
| Frauen             |             |             |         |               |               |               |               |      |
| Raʼnohon Omonova   | 200 m Lagen | 2:18,97 min | 38      | ausgeschieden | ausgeschieden | ausgeschieden | ausgeschieden | 38   |
| Raʼnohon Omonova   | 400 m Lagen | 4:52,15 min | 33      | –             | –             | ausgeschieden | ausgeschieden | 33   |
| Männer             |             |             |         |               |               |               |               |      |
| Vladislav Mustafin | 100 m Brust | 1:01,16 min | 34      | ausgeschieden | ausgeschieden | ausgeschieden | ausgeschieden | 34   |

### Taekwondo
| Athleten            | Wettbewerb        | Achtelfinale     | Achtelfinale | Viertelfinale  | Viertelfinale | Hoffnungsrunde Halbfinale | Hoffnungsrunde Halbfinale | Halbfinale                  | Halbfinale    | Hoffnungsrunde Finale | Hoffnungsrunde Finale | Finale        | Finale        | Rang          |
| Athleten            | Wettbewerb        | Gegner           | Ergebnis     | Gegner         | Ergebnis      | Gegner                    | Ergebnis                  | Gegner                      | Ergebnis      | Gegner                | Ergebnis              | Gegner        | Ergebnis      | Rang          |
| ------------------- | ----------------- | ---------------- | ------------ | -------------- | ------------- | ------------------------- | ------------------------- | --------------------------- | ------------- | --------------------- | --------------------- | ------------- | ------------- | ------------- |
| Frauen              |                   |                  |              |                |               |                           |                           |                             |               |                       |                       |               |               |               |
| Nigora Tursunqulova | Klasse bis 67 kg  | Elin Johansson   | 2:2          | Fəridə Əzizova | 1:5           | ausgeschieden             | ausgeschieden             | ausgeschieden               | ausgeschieden | ausgeschieden         | ausgeschieden         | ausgeschieden | ausgeschieden | ausgeschieden |
| Männer              |                   |                  |              |                |               |                           |                           |                             |               |                       |                       |               |               |               |
| Nikita Rafalovich   | Klasse bis 80 kg  | Oussame Oueslati | 8:11         | ausgeschieden  | ausgeschieden | ausgeschieden             | ausgeschieden             | ausgeschieden               | ausgeschieden | ausgeschieden         | ausgeschieden         | ausgeschieden | ausgeschieden | ausgeschieden |
| Dmitriy Shokin      | Klasse über 80 kg | Qiao Sen         | 15:8         | Rafael Alba    | 1:1           | –                         | –                         | Abdoulrazak Issoufou Alfaga | 2:8           | Cha Dong-min          | 3:4                   | ausgeschieden | ausgeschieden | 5             |

### Tennis
| Athleten      | Wettbewerb | 1. Runde     | 1. Runde | 2. Runde      | 2. Runde      | Achtelfinale  | Achtelfinale  | Viertelfinale | Viertelfinale | Halbfinale    | Halbfinale    | Finale        | Finale        |
| Athleten      | Wettbewerb | Gegner       | Ergebnis | Gegner        | Ergebnis      | Gegner        | Ergebnis      | Gegner        | Ergebnis      | Gegner        | Ergebnis      | Gegner        | Ergebnis      |
| ------------- | ---------- | ------------ | -------- | ------------- | ------------- | ------------- | ------------- | ------------- | ------------- | ------------- | ------------- | ------------- | ------------- |
| Männer        |            |              |          |               |               |               |               |               |               |               |               |               |               |
| Denis Istomin | Einzel     | David Ferrer | 2:6, 1:6 | ausgeschieden | ausgeschieden | ausgeschieden | ausgeschieden | ausgeschieden | ausgeschieden | ausgeschieden | ausgeschieden | ausgeschieden | ausgeschieden |

### Tischtennis
| Athleten       | Wettbewerb | 1. Runde         | 1. Runde | 2. Runde       | 2. Runde | 3. Runde      | 3. Runde      | 4. Runde      | 4. Runde      | Viertelfinale | Viertelfinale | Halbfinale    | Halbfinale    | Finale        | Finale        | Rang          |
| Athleten       | Wettbewerb | Gegner           | Ergebnis | Gegner         | Ergebnis | Gegner        | Ergebnis      | Gegner        | Ergebnis      | Gegner        | Ergebnis      | Gegner        | Ergebnis      | Gegner        | Ergebnis      | Rang          |
| -------------- | ---------- | ---------------- | -------- | -------------- | -------- | ------------- | ------------- | ------------- | ------------- | ------------- | ------------- | ------------- | ------------- | ------------- | ------------- | ------------- |
| Männer         |            |                  |          |                |          |               |               |               |               |               |               |               |               |               |               |               |
| Zohid Kenjayev | Einzel     | Lubomír Jančařík | 4:2      | Liam Pitchford | 1:4      | ausgeschieden | ausgeschieden | ausgeschieden | ausgeschieden | ausgeschieden | ausgeschieden | ausgeschieden | ausgeschieden | ausgeschieden | ausgeschieden | ausgeschieden |

### Turnen

#### Gerätturnen
| Athleten           | Wettbewerb       | Qualifikation | Qualifikation | Finale        | Finale        | Rang |
| Athleten           | Wettbewerb       | Punkte        | Rang          | Punkte        | Rang          | Rang |
| ------------------ | ---------------- | ------------- | ------------- | ------------- | ------------- | ---- |
| Frauen             |                  |               |               |               |               |      |
| Oksana Chusovitina | Sprung           | 14,999        | 5             | 14,833        | 7             | 7    |
| Oksana Chusovitina | Schwebebalken    | 13,300        | 16            | ausgeschieden | ausgeschieden | 16   |
| Männer             |                  |               |               |               |               |      |
| Anton Fokin        | Mehrkampf Einzel | 83,831        | 37            | ausgeschieden | ausgeschieden | 37   |

#### Rhythmische Sportgymnastik
| Athletinnen                                                                       | Wettbewerb           | Qualifikation | Qualifikation | Finale        | Finale        | Rang |
| Athletinnen                                                                       | Wettbewerb           | Punkte        | Rang          | Punkte        | Rang          | Rang |
| --------------------------------------------------------------------------------- | -------------------- | ------------- | ------------- | ------------- | ------------- | ---- |
| Frauen                                                                            |                      |               |               |               |               |      |
| Anastasiya Serdyukova                                                             | Mehrkampf Einzel     | 68,490        | 17            | ausgeschieden | ausgeschieden | 17   |
| Samira Amirova Valeriya Davidova Luiza Ganieva Zarina Kurbonova Marta Rostoburova | Mehrkampf Mannschaft | 31,160        | 12            | ausgeschieden | ausgeschieden | 12   |

#### Trampolinturnen
| Athleten         | Wettbewerb | Qualifikation | Qualifikation | Finale        | Finale        | Rang |
| Athleten         | Wettbewerb | Punkte        | Rang          | Punkte        | Rang          | Rang |
| ---------------- | ---------- | ------------- | ------------- | ------------- | ------------- | ---- |
| Frauen           |            |               |               |               |               |      |
| Yekaterina Xilko | Einzel     | 97,525        | 12            | ausgeschieden | ausgeschieden | 12   |